# Charles Paumier du Verger
Charles Paumier du Verger (Schaerbeek, 11 marzo 1874 – ...) è stato un tiratore a segno belga.
Partecipò alle Olimpiadi di Parigi 1900 e Londra 1908, riuscendo ad ottenere una medaglia di bronzo in una gara con la carabina nell'Olimpiade francese e una medaglia d'argento nella competizione della pistola a squadre in quella britannica.
Partecipò inoltre numerose volte ai campionati mondiali dove ottenne ben trenta medaglie, di cui dodici d'oro, in varie specialità.

## Palmarès

### Giochi olimpici
- 2 medaglie:
  - 1 argento (pistola 50 iarde a squadre a Londra 1908).
  - 1 bronzo (carabina 300 metri in piedi a Parigi 1900).

### Campionati mondiali
- 30 medaglie:
  - 12 ori (carabina 300 metri a terra, carabina 300 metri 3 posizioni, pistola 50 metri a squadre a Bruxelles 1905; carabina 300 metri in ginocchio, pistola 50 metri a squadre a Milano 1906; pistola 50 metri a squadre a Zurigo 1907; carabina 300 metri in ginocchio, carabina 300 metri 3 posizioni a Vienna 1908; pistola 50 metri a squadre a L'Aia 1910; pistola 50 metri, pistola 50 metri a squadre a Roma 1911; pistola 50 metri a squadre a Biarritz 1912).
  - 6 argenti (carabina 300 metri in piedi, carabina 300 metri 3 posizioni a squadre a Bruxelles 1905; carabina 300 metri in piedi a Milano 1906; carabina 300 metri 3 posizioni a squadre, pistola 50 metri a Zurigo 1907; pistola 50 metri a squadre a Vienna 1908).
  - 12 bronzi (carabina 300 metri in piedi a Parigi 1900; carabina 300 metri in ginocchio, pistola 50 metri a Bruxelles 1905; carabina 300 metri 3 posizioni, carabina 300 metri 3 posizioni a squadre, pistola 50 metri a Milano 1906; carabina 300 metri a terra, carabina 300 metri in piedi, carabina 300 metri 3 posizioni, carabina 300 metri 3 posizioni a squadre, pistola 50 metri a L'Aia 1910; carabina 300 metri 3 posizioni a squadre a Roma 1911).